# Talking to the Moon
«Talking to the Moon»  (с англ. — «Разговариваю с луной») — сингл американского певца Бруно Марса с его дебютного студийного альбома «Doo-Wops & Hooligans». Talking to the Moon — это баллада о неудачных отношениях, одиночестве и печали.
Сингл получил неоднозначные оценки критиков. Песня была анонсирована как сингл только в Бразилии, 12 апреля 2011 года, через Warner Music Group, после того как она вошла в саундтрек бразильской теленовеллы «Безрассудное сердце». Песня попала в чарты Brasil Hot 100 Airplay, где она провела несколько недель на первом месте, а также в Billboard Brasil Hot Pop & Popular. Сингл был дважды сертифицирован платиновым.

## Создание
Сингл был записан Бруно Марсом для дебютного «It's Better If You Don't Understand», который был выпущен 11 мая 2010 года под лейблом Elektra Records. Когда его спросили о лирическом содержании пластинки, Марс заявил, что он просто пишет песни, в которые он сильно верит и которые идут изнутри. Во время интервью Марс объяснил, что после написания и продюсирования песен для других артистов он думал, что сможет написать песню и для себя. Он начал писать текст песни Talking to the Moon, играя на пианино.Этот сингл был включен пять месяцев спустя в его дебютный студийный альбом «Doo-Wops & Hooligans» и выпущен 4 октября 2010 года под лейблами Elektra и Atlantic. Марс также записал акустическую фортепианную версию . Ари Левин из The Smeezingtons описал, как эта песня была задумана в интервью журналу Sound on Sound :
У нас был только первый куплет и припев. Джефф Баскер — фантастический музыкант, он помог написать этот трек. Я думаю, что мы пытались организовать и произвести это четырьмя различными способами, в основном пытаясь выяснить, какие барабаны оставить.
Talking to the Moon — это стремительная поп и R&B баллада. Она имеет урезанную постановку, состоящую в основном из барабанов и фортепиано. Согласно цифровым нотам, песня была написана в тональности до минор и была установлена в четырехкратной сигнатуре с темпом баллады 73 удара в минуту. Вокальный диапазон Марса простирается от G♯3 до C♯5, и песня следует прогрессии аккордов E–G♯7–C♯m–B–A.
Слова песни описывают чувства одиночества, потери и надежды в припеве.

## Оценка критиков
Песня получила смешанные отзывы музыкальных критиков. Алекс Янг из Consequence of Sound дал песне положительный отзыв, написав, что песня является лучшей в альбоме. Музыкальный критик Yahoo!, Шерри Торнхилл похвалила песню, назвав ее красивой.
С другой стороны, Билл Лэмб из Dotdash сказал, что это возможно, самый слабый трек просто потому, что тяжелое музыкальное сопровождение заглушает голос Бруно Марса и что это мощная джазовая баллада хороша для сцены. В том же духе Майк Дайвер из BBC Music считал песню балладой, лишенной заметных эмоций. Джейми Милтоном из musicOMH назвал ее чрезмерно сентиментальной балладой. Газета The Scotsman сравнила песню с банальной тягомотиной Гэри Барлоу, назвав ее замедленной, печальной версией песни Billionaire.

## Использование
После включения песни в саундтрек бразильского сериала «Безрассудное сердце», который обеспечил большую часть успеха песни, Warner Music Brasil решила выпустить его в качестве официального сингла в Бразилии 12 апреля 2011 года. После выпуска сингл попал в два бразильских чарта – Billboard Brasil Hot Pop & Popular и Brasil Hot 100 Airplay, причем в обоих случаях он достиг верхней позиции. Песня провела девять недель на первом месте в последнем чарте, в то время как она возглавляла первый чарт в течение 22 недель Сингл стал четвертой песней с наибольшим количеством недель, проведенных на вершине Billboard Brasil Hot Pop & Popular, и на Brasil Hot 100 Airplay она заняла седьмое место с наибольшим количеством недель на первом месте по состоянию на 2012 год. В 2017 году Talking to the Moon дебютировал на Japan Hot 100 под номером 45. Трек был дважды сертифицирован платиновым RIAA, несмотря на то, что никогда не продвигался в качестве сингла в США.
Сингл также звучал в мультфильме «Шевели ластами!», а также включен в саундтрек мультфильма в качестве бонусной песни. Акустическая фортепианная версия была включена в благотворительный сборник «Songs for Japan», выпущенный 25 марта 2011 года. Песня также прозвучала в фильме «Думай как мужчина», выпущенном в 2012 году.

## Чарты и сертификации
| Чарт (2011)                        | Позиция |
| ---------------------------------- | ------- |
| Brazil Hot 100 Airplay (Billboard) | 1       |
| Brazil Hot Pop Songs (Billboard)   | 1       |
| Чарт (2017)                        | Позиция |
| Япония (Billboard Japan Hot 100)   | 45      |

| Регион | Сертификация  | Продажи   |
| --- | ------------- | --------- |
| США (RIAA) | 2× Платиновый | 2 000 000 |
| * Данные о продажах приведены только на основе сертификации. · ^ Данные о тиражах приведены только на основе сертификации. · Данные о продажах + прослушиваниях приведены только на основе сертификации. |               |           |